# Đa dạng tính dục
Đa dạng giới và tính dục (Gender and sexual diversity - GSD), hay đơn giản hơn là đa dạng tính dục, chỉ tất cả những sự đa dạng liên quan tới các đặc điểm giới tính, xu hướng tính dục và bản dạng giới mà không nhất thiết phải làm rõ từng bản dạng, hành vi hay đặc điểm thuộc mỗi cụm đó.

## Tổng quan
Ở phương Tây, những cách phân loại mang tính đơn giản dùng để mô tả xu hướng tính dục (dị tính, đồng tính và song tính), bản dạng giới (chuyển giới và hợp giới), và những nhóm thiểu số liên quan (liên giới tính) được gộp chung trong cụm viết tắt LGBT hay LGBTI (đồng tính nữ, đồng tính nam, song tính, chuyển giới, và đôi khi có người liên giới tính); tuy nhiên, những nền văn hóa khác lại có những cách hiểu khác về các hệ thống liên quan đến giới tính và giới. Trong một vài thập kỷ vừa qua, một vài thuyết tính dục học đã xuất hiện, chẳng hạn như thuyết Kinsey và thuyết queer, những thuyết này cho rằng cách phân loại trên không đủ để mô tả sự phức tạp tính dục ở con người và, thậm chí là những loài động vật khác.
Để ví dụ, một số người có thể cảm thấy có xu hướng tính dục trung gian giữa dị tính và song tính (linh hoạt thiên dị tính) hay giữa đồng tính và song tính (linh hoạt thiên đồng tính). Xu hướng tính dục cũng có thể thay đổi theo thời gian, hoặc bao gồm sự hấp dẫn bởi không chỉ phụ nữ và đàn ông, mà bởi toàn bộ phổ giới tính và giới (toàn tính). Nói cách khác, trong tính dục song tính tồn tại đa dạng các hệ thống phân loại và sở thích mà có thể thay đổi từ hoàn toàn dị tính đến hoàn toàn đồng tính (thang Kinsey).
Đa dạng tính dục bao gồm cả người liên giới tính, những người sinh ra với nhiều đặc điểm trung gian giữa nam và nữ. Khái niệm cũng bao gồm tất cả những người nhận định mình là người chuyển giới hay người chuyển đổi giới tính, là những bản dạng không thuộc phạm vi nhị nguyên giới và, giống như xu hướng tính dục, chúng cũng có thể có nhiều mức độ giữa hợp giới và chuyển giới, ví dụ như những người linh hoạt giới.
Cuối cùng, đa dạng tính dục cũng bao gồm người vô tính, những người không cảm thấy hứng thú với hoạt động tình dục; và bao gồm tất cả những người cho rằng nhận dạng tính dục của họ là không thể xác định, chẳng hạn như người queer.
Về mặt xã hội, đa dạng tính dục được nhận định là việc chấp nhận sự khác biệt nhưng vẫn đảm bảo những quyền, sự tự do và cơ hội bình đẳng trong khuôn khổ Nhân quyền. Ở nhiều quốc gia, sự hiện diện của đa dạng tính dục được minh chứng rõ nhất qua các Lễ diễu hành Tự hào (Pride Parade).